# Liste des sénateurs des États-Unis pour le Wisconsin
Le Wisconsin élit deux membres du Sénat des États-Unis : un sénateur de classe 1 et un sénateur de classe 3.

## Classe 1
| no | Représentant      | Représentant                   | Parti       | Mandat                                                         | Notes |
| -- | ----------------- | ------------------------------ | ----------- | -------------------------------------------------------------- | --- |
| 1  |                   | Henry Dodge                    | Démocrate   | 8 juin 1848 - 4 mars 1857 (8 ans, 8 mois et 24 jours)          | Élu en 1848.Réélu en 1851.Ne se représente pas.                                                           |
| 2  |                   | James R. Doolittle             | Républicain | 4 mars 1857 - 4 mars 1869 (12 ans)                             | Élu en 1857.Réélu en 1863.                                                                                |
| 3  |                   | Matthew H. Carpenter (en)      | Républicain | 4 mars 1869 - 4 mars 1875 (6 ans)                              | Élu en 1868 ou 1869.Battu en 1875.                                                                        |
| 4  |                   | Angus Cameron                  | Républicain | 4 mars 1875 - 4 mars 1881 (6 ans)                              | Élu en 1875.Ne se représente pas.                                                                         |
| 5  |                   | Philetus Sawyer (en)           | Républicain | 4 mars 1881 - 4 mars 1893 (12 ans)                             | Élu en 1881.Battu en 1887.Ne se représente pas.                                                           |
| 6  |                   | John L. Mitchell (en)          | Démocrate   | 4 mars 1893 - 4 mars 1899 (6 ans)                              | Élu en 1893.Ne se représente pas.                                                                         |
| 7  |                   | Joseph V. Quarles (en)         | Républicain | 4 mars 1899 - 4 mars 1905 (6 ans)                              | Élu en 1899.Ne se représente pas.                                                                         |
| 8  |                   | Robert M. La Follette Sr.      | Républicain | 4 mars 1905 - 18 juin 1925 (20 ans, 3 mois et 14 jours)        | Élu en 1905.Réélu en 1911, 1916 et 1922.Meurt en cours de mandat.                                         |
| 9  |                   | Robert M. La Follette Jr. (en) | Républicain | 30 septembre 1925 - 3 janvier 1947 (21 ans, 3 mois et 4 jours) | Élu pour terminer le mandat de son père.Réélu en 1928, 1934 et 1940Perd la primaire républicaine en 1946. |
| 9  | Progressiste (en) | Robert M. La Follette Jr. (en) |             | 30 septembre 1925 - 3 janvier 1947 (21 ans, 3 mois et 4 jours) | Élu pour terminer le mandat de son père.Réélu en 1928, 1934 et 1940Perd la primaire républicaine en 1946. |
| 9  | Républicain       | Robert M. La Follette Jr. (en) |             | 30 septembre 1925 - 3 janvier 1947 (21 ans, 3 mois et 4 jours) | Élu pour terminer le mandat de son père.Réélu en 1928, 1934 et 1940Perd la primaire républicaine en 1946. |
| 10 |                   | Joseph McCarthy                | Républicain | 3 janvier 1947 - 2 mai 1957 (10 ans, 3 mois et 29 jours)       | Élu en 1946.Réélu en 1952.Meurt en cours de mandat.                                                       |
| 11 |                   | William Proxmire               | Démocrate   | 28 août 1957 - 3 janvier 1989 (31 ans, 4 mois et 6 jours)      | Élu pour terminer le mandat de McCarthy.Réélu en 1958, 1964, 1970, 1976 et 1982.Ne se représente pas.     |
| 12 |                   | Herb Kohl                      | Démocrate   | 3 janvier 1989 - 3 janvier 2013 (24 ans)                       | Élu en 1988.Réélu en 1994, 2000 et 2006.Ne se représente pas.                                             |
| 13 |                   | Tammy Baldwin                  | Démocrate   | Depuis le 3 janvier 2013 (12 ans, 1 mois et 27 jours)          | Élue en 2012.Réélue en 2018 et 2024.                                                                      |

## Classe 3
| no | Représentant | Représentant              | Parti       | Mandat                                                    | Notes                                                                                          |
| -- | ------------ | ------------------------- | ----------- | --------------------------------------------------------- | ---------------------------------------------------------------------------------------------- |
| 1  |              | Isaac P. Walker (en)      | Démocrate   | 8 juin 1848 - 4 mars 1855 (6 ans, 8 mois et 24 jours)     | Élu en 1848.Réélu en 1849.Ne se représente pas.                                                |
| 2  |              | Charles Durkee (en)       | Républicain | 4 mars 1855 - 4 mars 1861 (6 ans)                         | Élu en 1854.                                                                                   |
| 3  |              | Timothy O. Howe           | Républicain | 4 mars 1861 - 4 mars 1879 (18 ans)                        | Élu en 1861.Réélu en 1866 et 1872.Battu.                                                       |
| 4  |              | Matthew H. Carpenter (en) | Républicain | 4 mars 1879 - 24 février 1881 (1 an, 11 mois et 20 jours) | Élu en 1854.Réélu en 1863.                                                                     |
| 5  |              | Angus Cameron             | Républicain | 14 mars 1881 - 4 mars 1885 (3 ans, 11 mois et 18 jours)   | Élu pour terminer le mandat de Carpenter.Ne se représente pas.                                 |
| 6  |              | John Coit Spooner (en)    | Républicain | 4 mars 1885 - 4 mars 1891 (6 ans)                         | Élu en 1885.Battu en 1890.                                                                     |
| 7  |              | William F. Vilas          | Démocrate   | 4 mars 1891 - 4 mars 1897 (6 ans)                         | Élu en 1890.N'obtient pas la nomination démocrate.                                             |
| 8  |              | John Coit Spooner (en)    | Républicain | 4 mars 1897 - 30 avril 1907 (10 ans, 1 mois et 26 jours)  | Élu en 1897.Réélu en 1903.Démissionne.                                                         |
| 9  |              | Isaac Stephenson (en)     | Républicain | 17 mai 1907 - 4 mars 1915 (7 ans, 9 mois et 15 jours)     | Élu pour terminer le mandat de Spooner.Réélu en 1909.Ne se représente pas.                     |
| 10 |              | Paul O. Husting (en)      | Démocrate   | 4 mars 1915 - 21 octobre 1917 (2 ans, 7 mois et 17 jours) | Élu en 1914.Meurt en cours de mandat.                                                          |
| 11 |              | Irvine Lenroot (en)       | Républicain | 18 avril 1918 - 4 mars 1927 (8 ans, 10 mois et 14 jours)  | Élu pour terminer le mandat de Husting.Réélu en 1920.N'obtient pas la nomination républicaine. |
| 12 |              | John J. Blaine            | Républicain | 4 mars 1927 - 4 mars 1933 (6 ans)                         | Élu en 1926.N'obtient pas la nomination républicaine.                                          |
| 13 |              | F. Ryan Duffy             | Démocrate   | 4 mars 1933 - 3 janvier 1939 (5 ans, 9 mois et 30 jours)  | Élu en 1932.Battu en 1938.                                                                     |
| 14 |              | Alexander Wiley           | Républicain | 3 janvier 1939 - 3 janvier 1963 (24 ans)                  | Élu en 1938.Réélu en 1944, 1950 et 1956.N'obtient pas la nomination républicaine.              |
| 15 |              | Gaylord Nelson            | Démocrate   | 3 janvier 1963 - 3 janvier 1981 (18 ans)                  | Élu en 1962.Réélu en 1968 et 1974.Battu en 1980.                                               |
| 16 |              | Bob Kasten                | Républicain | 3 janvier 1981 - 3 janvier 1993 (12 ans)                  | Élu en 1980.Réélu en 1986.Battu en 1992.                                                       |
| 17 |              | Russ Feingold             | Démocrate   | 3 janvier 1993 - 3 janvier 2011 (18 ans)                  | Élu en 1992.Réélu en 1998 et 2004.Battu en 2010.                                               |
| 18 |              | Ron Johnson               | Républicain | Depuis le 3 janvier 2011 (14 ans, 1 mois et 27 jours)     | Élu en 2010.Réélu en 2016 et 2022.                                                             |